# Tianwen-1
Tianwen-1 (TW-1; chinês tradicional: 天問, chinês simplificado: 天问, pinyin: Tiān wèn, literalmente: "Perguntas Celestiais") é uma missão espacial de exploração interplanetária da chinesa Administração Espacial Nacional da China (CNSA) para colocar uma sonda em órbita e também um rover no solo de Marte, chamado Zhurong (chinês tradicional: 祝融, chinês simplificado: 祝融, pinyin: Zhù róng). A espaçonave pesa um total de 5 toneladas e é uma das sondas mais pesadas lançadas a Marte, e carrega 13 instrumentos científicos.
A missão começou com sucesso no dia 23 em julho de 2020 usando um veículo de lançamento de carga pesada Longa Marcha 5. Depois de 7 meses de trânsito, a espaçonave entrou na órbita de Marte no dia 10 de fevereiro de 2021. Por 3 meses, a sonda espacial estudou os locais para aterrissagem a partir da órbita de reconhecimento. No dia 14 de maio de 2021, a sonda pousou suavemente em Marte. Algumas horas depois, a CNSA confirmou o pouso bem sucedido.
Com o pouso bem sucedido se tornou o terceiro país a conseguir um pouso suave bem-sucedido em Marte, depois da União Soviética e dos Estados Unidos. E se as operações do rover também forem bem-sucedidas, a China se tornará a segunda nação a realizar essa façanha, depois dos Estados Unidos, e a primeira nação para orbitar, pousar e lançar um rover em sua missão inaugural a Marte. Os objetivos científicos da missão são estudar a geologia de Marte, a presença atual e passada da água, a estrutura interna do planeta, a identificação de minerais e diferentes tipos de rochas na superfície, bem como a caracterização do ambiente espacial e da atmosfera de Marte.
A missão Tianwen-1 foi a segunda de três missões espaciais enviadas a Marte durante a janela de lançamento de Marte em julho de 2020, com missões também lançadas pelas agências espaciais dos Emirados Árabes Unidos (Hope orbiter) e dos Estados Unidos (Mars 2020 com o Perseverance rover e o drone de helicóptero Ingenuity).

## Nome

### Tianwen
O nome Tianwen, que significa "questões ao paraíso" ou "questões celestiais", advém de um longo poema chinês do mesmo nome, escrito por Qu Yuan (340–278 BC), um poeta da China antiga. No poema, Qu Yuan levantou uma série de questões envolvendo o céu, as estrelas, os fenômenos naturais e o mundo, mostrando suas dúvidas sobre conceitos tradicionais e o espírito de busca da verdade.

### Zhurong
Uma votação online para nomear o rover foi realizada do dia 20 de janeiro à 28 de fevereiro de 2021. O nome Zhurong ficou em primeiro lugar com 504 466 votos. Em 24 de abril de 2021, a CNSA anunciou que o rover se chamaria Zhurong. O nome Zhurong faz referência ao 'deus do fogo' no folclore chinês.

## Visão Geral

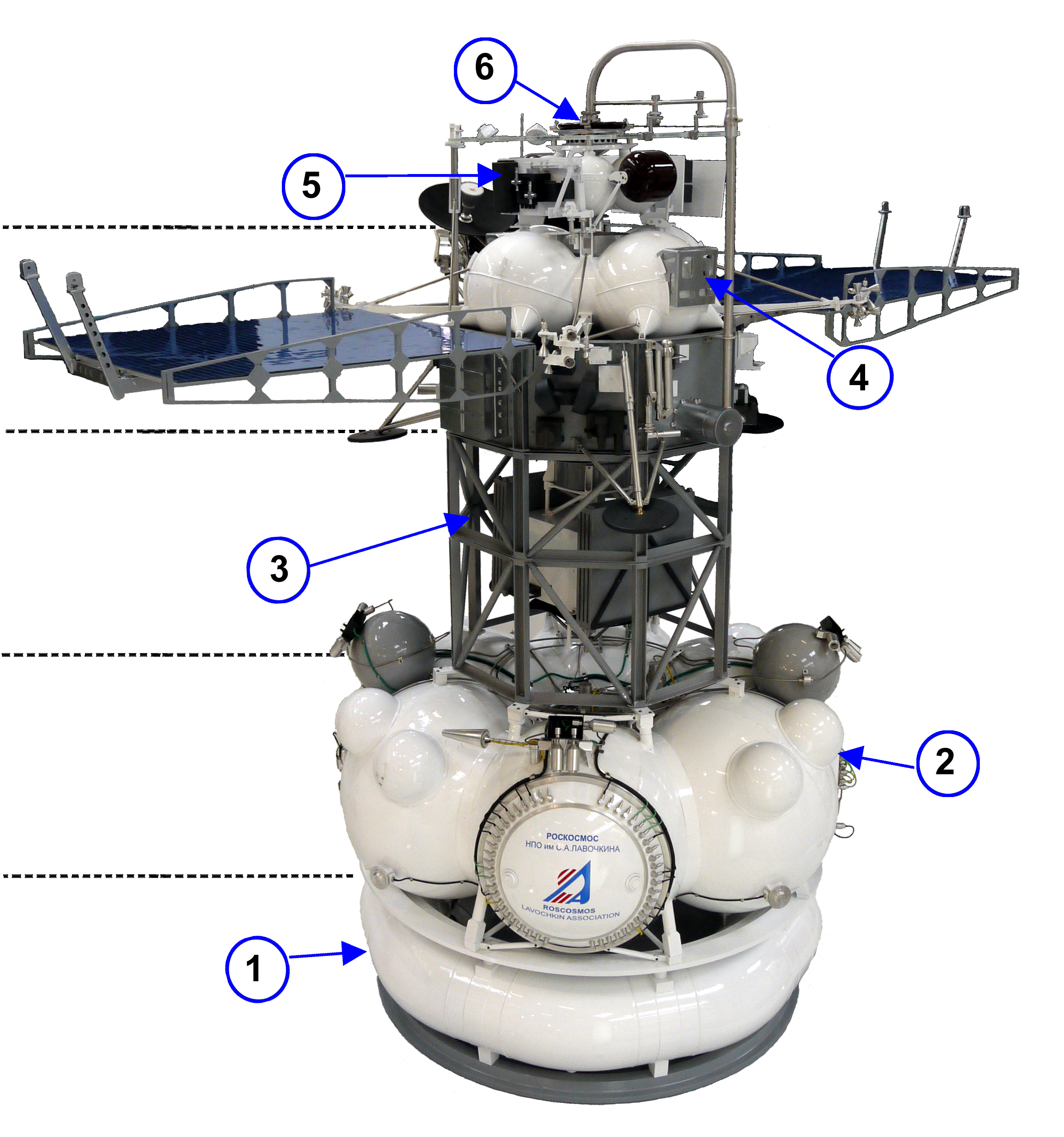
Modelo de Phobos-Grunt apresentado no Paris Air Show em 2011. O satélite chinês Yinghuo-1 está no centro, com o rótulo 3

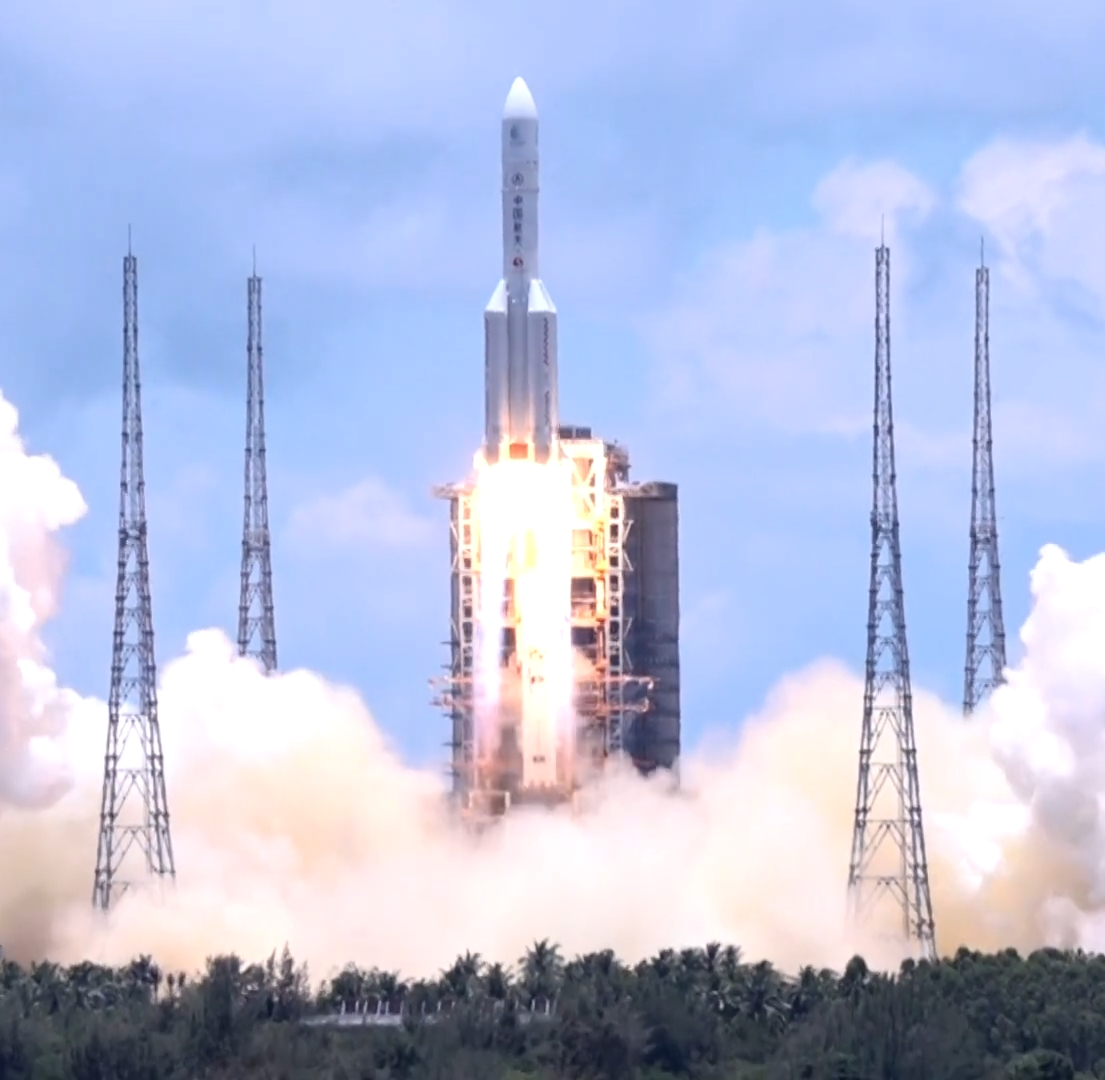
Lançamento da Tianwen-1 no dia 23 de Julho de 2020

O programa de Marte da Agência Espacial Chinesa começou em uma parceria com a Rússia. Em novembro de 2011, a espaçonave russa Fobos-Grunt com destino a Marte e a lua marciana Fobos, foi lançada do Cosmódromo de Baikonur. A espaçonave russa carregava consigo uma espaçonave secundária anexada, a Yinghuo-1, que deveria se tornar o primeiro orbitador da China em Marte (Fobos-Grunt também carregava experimentos da Sociedade Planetária e Bulgária). No entanto, a unidade de propulsão principal da Fobos-Grunt falhou em impulsionar a espaçonave com destino a Marte a partir sua órbita ainda na Terra. A nave espacial, o orbitador chinês e os experimentos das demais agências eventualmente reentraram na atmosfera da Terra em janeiro de 2012. Com o fracasso, a China subsequentemente iniciou um projeto independente de Marte, e a missão "Tianwen" foi formalmente aprovada pelas autoridades chinesas em 2016, tornando-se realidade 5 anos depois.
Tianwen consiste em um orbitador e um módulo de pouso com um rover acoplado e foi desenvolvido pela China Aerospace Science and Technology Corporation (CASC) e gerenciada pelo National Space Science Center (NSSC) em Beijing. Se o pouso for bem-sucedido, o módulo de pouso liberará um rover. Este rover será alimentado por energia solar e deverá sondar a superfície de Marte com radares e realizará análises químicas no solo; o rover também contém equipamentos para detectar potenciais biomoléculas e biosignaturas.
A câmera ajustável TW-1 (TDC) foi desacoplada do orbitador em setembro de 2020, enquanto a sonda estava caminho de Marte. Sua missão era fotografar o orbitador Tianwen-1 e o escudo térmico do módulo de pouso. Duas lentes grande-angulares das câmeras foram programadas para registrarem uma imagem por segundo. As imagens foram transmitidas de volta para Tianwen-1 por meio de um link de rádio sem fio e, em seguida, enviadas para as equipes na China.

## Objectivos da Missão
Esta é a primeira missão interplanetária da China, bem como sua primeira sonda independente a Marte. O objetivo é, antes de tudo, validar as tecnologias de comunicação e controle no espaço profundo, colocar orbitador ao redor do planeta e realizar o pouso na superfície marciana. O orbitador também deve possibilitar a localização de um local para uma futura devolução de amostras marcianas.
Do ponto de vista científico, a missão deve cumprir 5 objetivos:
1. Estudar a morfologia e a  estrutura geológica de Marte, bem como sua evolução. Para fazer isso, a sonda deve analisar a topografia do planeta com dados precisos de regiões características como o leito seco de rios, os relevos de  vulcões, erosão eólica, geleiras nos pólos, etc. As duas câmeras presentes no orbitador são dedicadas a este objectivo;
2. Estudar as características das camadas superficiais e subterrâneas do solo de Marte, bem como a distribuição do gelo. Este é o papel dos radares presentes no orbitador e no rover;
3. Estudar a composição e o tipo de rochas, bem como os minerais e os elementos presentes na superfície de Marte. Analisar o carbonato ou intemperismo minerais presentes em lagos antigos, rios e outras paisagens resultantes da presença passada de água no planeta, como hematitas, lamelares silicatos, sulfato hidratos ou perclorato minerais para estabelecer a ligação com o passado aquoso de Marte. Os espectrômetros a bordo do orbitador e do rover, bem como da câmera multi-espectral, são dedicados a esse objectivo;
4. Estudar a ionosfera,  o clima, as estações e, de forma mais geral, a  a atmosfera de Marte, tanto no ambiente próximo ao espaço quanto na superfície marciana. Este é o papel dos dois detectores de partículas presentes no orbitador, bem como da estação meteorológica do rover;
5. Estudar a estrutura interna de Marte, seu campo magnético, a história de sua evolução geológica, a distribuição interna de sua massa e seu campo gravitacional. Os magnetômetros, bem como os radares presentes no orbitador e no rover são dedicados a este objectivo.[35]

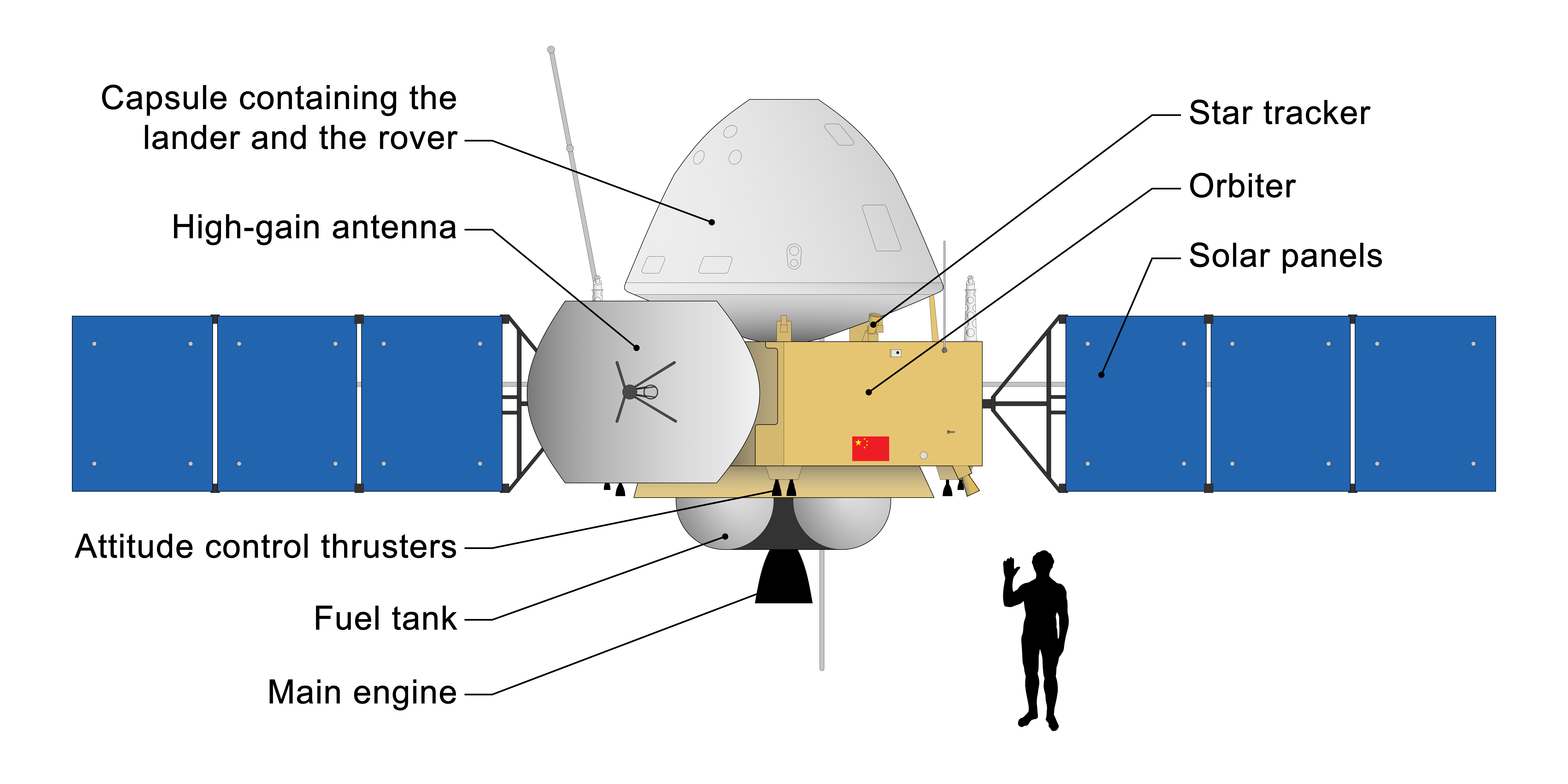
Um esquema da sonda Tianwen-1

Os objetivos da missão incluem a busca de evidências de vidas atuais e passadas, a produção de mapas da superfície do planeta, a caracterização da composição do solo, o estudo da distribuição do gelo e examinar a  atmosfera marciana, em particular, sua ionosfera.
A missão também serve como uma demonstração de tecnologia que será necessária para uma antecipada missão de retorno de amostra a Marte proposta para a década de 2030. Tianwen-1 armazenará amostras de rochas e solo para recuperar numa missão posterior de retorno de amostra.

## Planejamento da missão

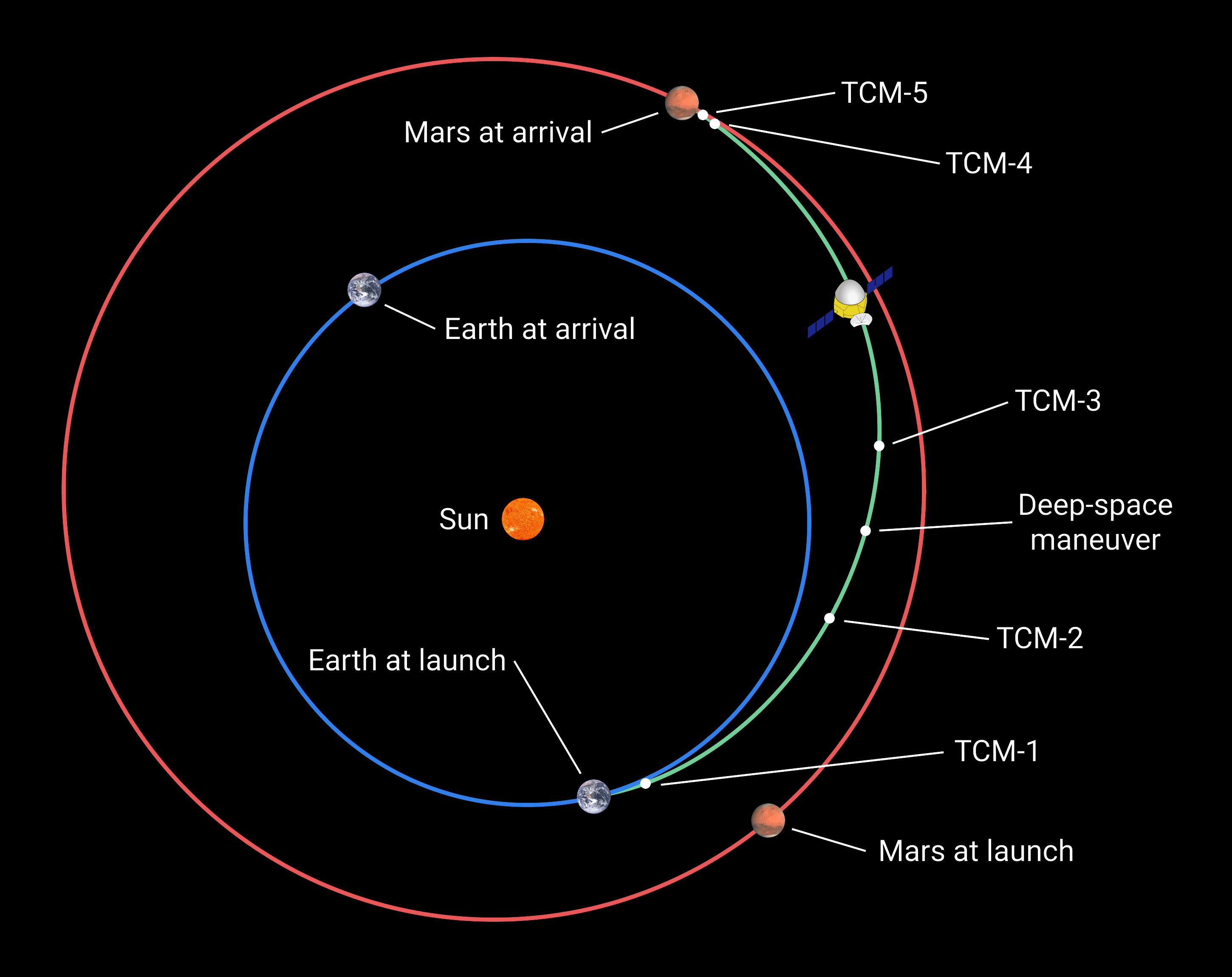
Tianwen-1 transferência de órbita e manobras de correção de trajetória (TCM)

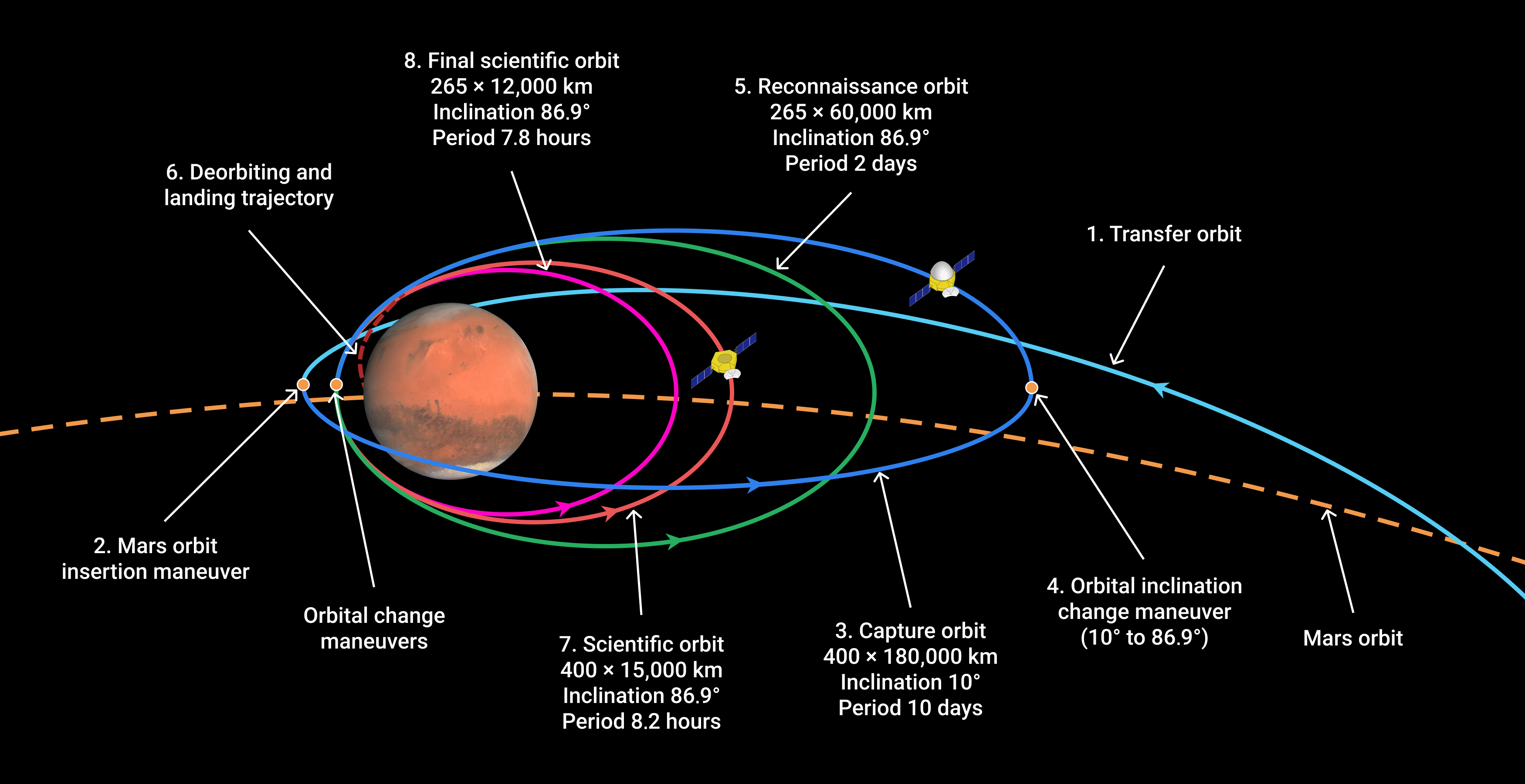
Planned orbital trajectory at Mars

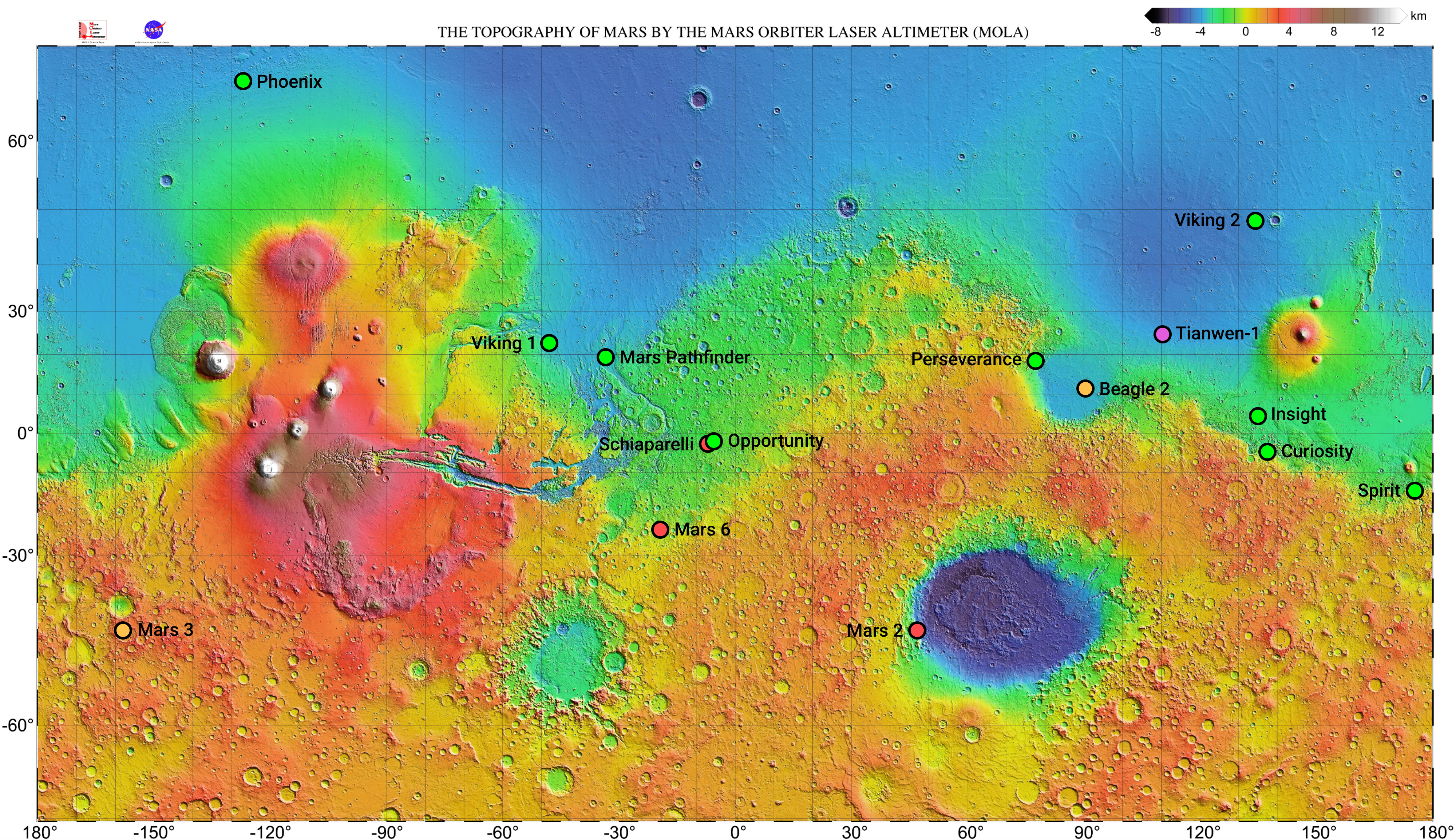
Mapa de Marte com as duas áreas de aterrissagem possíveis de Tianwen-1 e as localizações de pousos anteriores em Marte

No final de 2019, o Instituto de Propulsão Aeroespacial de Xi'an, uma subsidiária da Administração Espacial Nacional da China (CASC), afirmou que o desempenho e o controle do sistema de propulsão da futura espaçonave foram verificados e passaram em todos os pré-requisitos para os testes de voo, incluindo testes de pairar, detecção de perigo, desaceleração e pouso. O principal componente do sistema de propulsão do módulo de pouso consiste em um único motor que fornece 7500N de empuxo. Os pára-quedas supersônicos da espaçonave também foram testado com sucesso.
 CNSA inicialmente focou nas regiões Chryse Planitia e Elysium Mons em Marte buscando possíveis locais de pouso. No entanto, em setembro de 2019 durante uma reunião conjunta da Divisão do Congresso Europeu de Ciências Planetárias para Ciências Planetárias, em  Genebra, na Suíça, os chineses anunciaram que dois locais preliminares na região Utopia Planitia de Marte foram escolhidos para a tentativa de pouso antecipada, com cada local tendo uma elipse de pouso de aproximadamente 100 por 40 quilômetros.
Em julho de 2020, o CNSA divulgou as coordenadas de pouso de 110.318° leste e 24.748° norte, dentro da porção sul de Utopia Planitia, como o local escolhido para o pouso primário. A área parece fornecer um local relativamente seguro para um pouso tentativa, mas também é de grande interesse científico, de acordo com Alfred McEwen, diretor do Laboratório de Pesquisa de Imagens Planetárias da Universidade do Arizona. Os pousos simulados foram realizados como parte dos preparativos da missão pelo Instituto de Mecânica Espacial e Eletricidade de Pequim.
Em 23 de janeiro de 2020, o motor de hidrogênio-oxigênio do foguete Y4 completou um teste de 100 segundos, que foi o último teste de motor antes da montagem final do veículo de lançamento.

## Câmera Acionável TW-1
Em setembro de 2020, a Tianwen-1 acionou a câmera TW-1 (TDC), um um pequeno satélite com duas câmeras que tirou fotos e testou uma conexão de rádio com Tianwen-1. Na mesma época, a sonda também completou duas correções orbitais e realizou um autodiagnóstico nas cargas úteis. A espaçonave começou a conduzir operações científicas com o Analisador de Partículas (Mars Energetic Particle Analyzer), montado no orbitador, que transmitiu dados de volta ao controle terrestre.

## Entrada na órbita de Marte
A espaçonave  Tianwen-1  foi lançada pelo veículo de lançamento Longa Marcha 5 no dia 23 de julho de 2020. Tendo viajado por cerca de sete meses, entrou na órbita de Marte no dia 10 de fevereiro de 2021 realizando um queima de seus motores para desacelerar a sonda o suficiente para ser capturada pela  atração gravitacional de Marte. O orbitador passou três meses escaneando a superfície para refinar a zona de pouso módulo de aterrissagem/rover. A sonda se aproximou cerca de 265 km da superfície de Marte, permitindo que uma câmera de alta resolução enviasse imagens à Terra e vem mapeando o local de pouso em Utopia Planitia. O pouso aconteceu no dia 14 de Maio de 2021 as 23h18 UTC na área de pouso pré-selecionada na parte sul de Utopia Planitia.

## Pouso em Marte

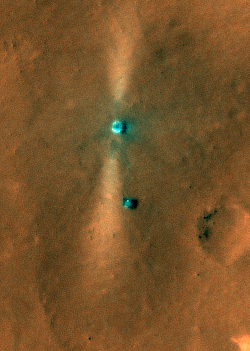
Rover e módulo de pouso capturados pela câmera HiRISE do orbitador MRO da NASA em 6 de junho de 2021

Às 23:18 UTC, no dia 14 de maio de 2021, a sonda Tianwen-1 pousou com sucesso na área de pouso pré-selecionada na parte sul de Marte Utopia Planitia. A fase de pouso começou com o lançamento da cápsula protetora contendo o módulo de pouso e o rover. A cápsula fez uma entrada atmosférica seguida por uma fase de descida sob o paraquedas, após a qual a sonda usou um retro-foguete para pousar suavemente em Marte. O evento não foi transmitido ao vivo, e a Agência Espacial Chinesa só divulgou informações após o ocorrido. Imagens de Marte, do pouso ou do rover ainda não foram divulgados pela China.
O atual planejamento é o que módulo de pouso libere o rover Zhurong no 22 de maio de 2021. O rover é projetado para explorar a superfície por 90  sols. Após o início da missão do astromóvel Zhurong, o orbitador servirá como um retransmissor de telecomunicações para o rover, continuando a conduzir suas próprias observações orbitais de Marte.
As primeiras imagens feitas de Marte por Zhurong foram divulgadas pela CNSA no dia 19 de Maio de 2021. No dia 10 de junho, a NASA disponibilizou fotos tiradas pelo satélite americano em órbita de Marte, Mars Reconnaissance Orbiter, que mostram Zhurong na superfície de Marte. Além do rover, as fotos mostram a perturbação do solo criada pelos retro-foguetes e os paraquedas usados no pouso.

## Exploração de Marte
Em 22 de maio de 2021 (02:40 UTC), o rover  Zhurong  desceu de seu módulo de pouso na superfície marciana para iniciar sua missão científica. As primeiras imagens recebidas na Terra mostraram a plataforma de pouso vazia e as rampas de descida do rover estendidas.
O rover Zhurong depositou uma câmera wireless na superfície de Marte que foi capaz de fotografar o rover Zhurong e o módulo de pouso Tianwen-1. Em 27 de Junho de 2021, a Agência espacial Chinesa compartilhou um vídeo do pouso com a abertura do paraquedas, descida do módulo de pouso, o deslocamento do rover na superfície marciana e também gravou sons da amosfera marciana. 

## Instrumentos Científicos

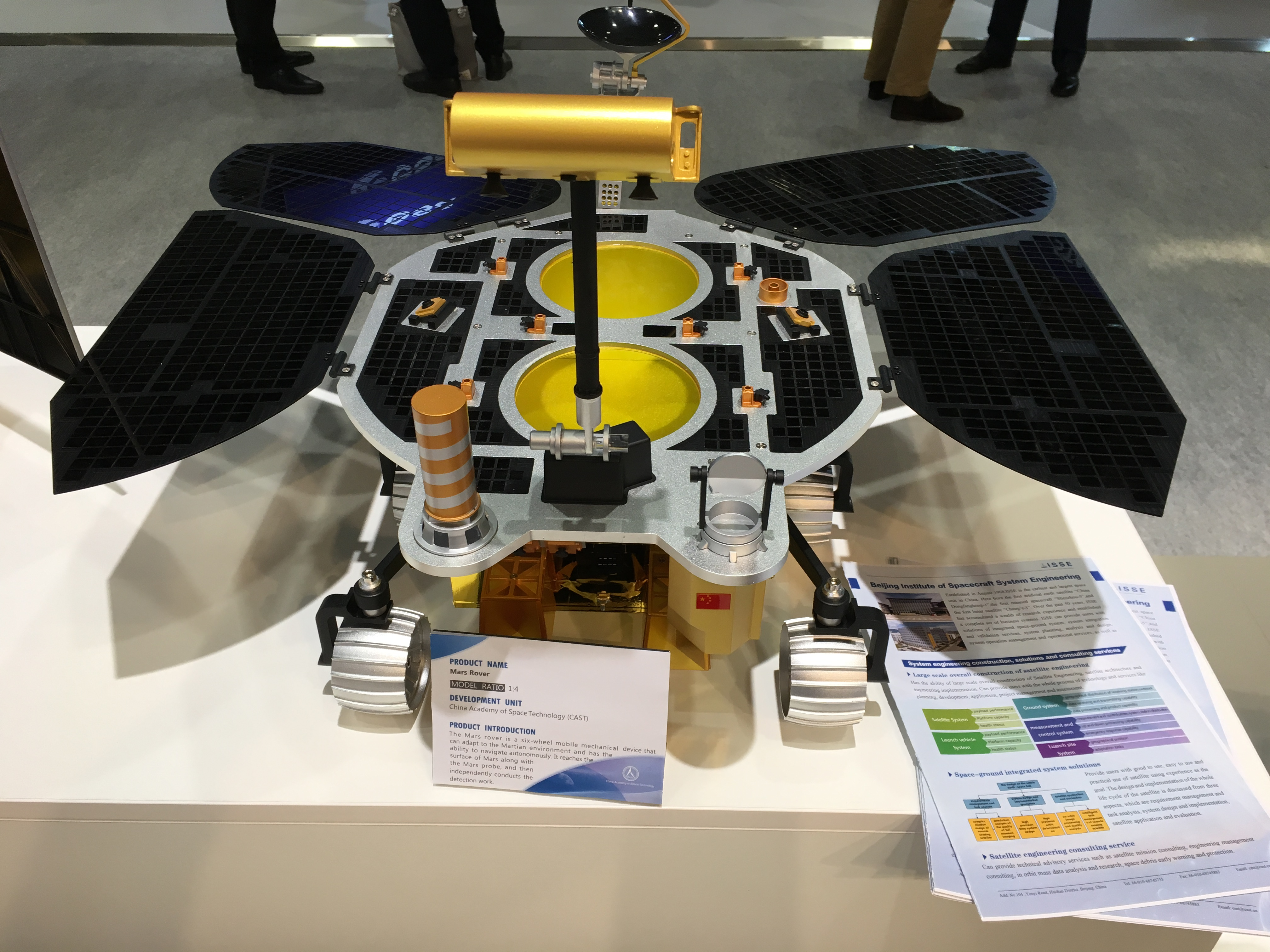
Maquete do rover no 69º Congresso Internacional de Astronáutica

Para atingir os objetivos científicos da missão, o orbitador e rover estão equipados com 13 instrumentos:

### Orbitador
- Câmera de média resolução (MRC) com resolução de 100 m a partir de uma órbita de 400 km
- Câmera de alta resolução (HRC) com resolução de 2m de uma órbita de 400 km
- Magnetômetro (MM)
- Espectrômetro de mineralogia (MMS), para determinar a composição de rochas e do solo
- Radar de subsuperfície (OSR)
- Analisador de partículas neutras e íons (MINPA)
- Analisador de Partículas Energéticas[56]

### Astromóvel Zhurong
- Radar de penetração no solo (GPR), para obter imagens de até 100m abaixo da superfície marciana[23]
- Detector de campo magnético de superfície de Marte (MSMFD)
- Instrumento de Medição Meteorológica (MMMI)
- Detector de Composto de Superfície de Marte (MSCD), que combina espectroscopia de quebra induzida por laser e espectroscopia infravermelha.[57]
- Câmera Multi-Espectro (MSC)
- Câmera de navegação e topografia (NTC)
- Câmera wireless implantável

## Colaboradores Internacionais
A Comisión Nacional de Actividades Espaciales da Argentina (CONAE) está colaborando com a missão Tianwen-1 por meio de uma estação de rastreamento chinesa instalada em Las Lajas, Neuquén. A instalação desempenhou um papel anterior na alunissagem da espaçonave chinesa Chang'e 4 no lado oculto da Lua em janeiro de 2019.
O Instituto de Pesquisa em Astrofísica e Planetologia da França (IRAP) situado em Toulouse na França, vem colaborando com o rover Tianwen-1. Sylvestre Maurice do IRAP disse: "Para seu instrumento de espectroscopia de quebra induzida por laser (LIBS), compartilhamos um alvo de calibração que é uma duplicata francesa de um alvo que está no  rover Curiosity  da NASA. A ideia é ver como os dados dos dois rovers sem comparam".
A Agência Austríaca de Promoção de Pesquisa (FFG) ajudou no desenvolvimento de um magnetômetro instalado no orbitador chinês da Tianwen-1. O Instituto de Pesquisa Espacial da Academia Austríaca de Ciências em Graz  confirmou a contribuição do grupo para o magnetômetro e ajudou a calibrar o instrumento de voo.

### Reações Nacionais e Internacionais
O  Presidente chinês Xi Jinping emitiu uma declaração parabenizando a equipe responsável pelo pouso em Marte: 
| “ | "Vocês foram corajosos o suficiente para o desafio, buscaram a excelência e colocaram nosso país nas posições avançadas da exploração planetária. Essa notável conquista ficará para sempre gravada nas memórias da pátria e do povo. | ” |

O Administrador Associado da NASA, Thomas Zurbuchen, parabenizou a missão com um tweet: 
| “ | "Junto com a comunidade científica global, estou ansioso para as contribuições importantes que esta missão fará para a compreensão do Planeta Vermelho pela humanidade". | ” |

O Diretor-Geral da Roscosmos, Dmitry Rogozin, elogiou a missão bem-sucedida da China: 
| “ | O pouso da espaçonave chinesa na superfície de Marte é um grande sucesso do programa fundamental de pesquisa espacial da China. | ” |